# إد كالمان
إد كالمان (بالإنجليزية: Ed Kalman)‏ هو لاعب الرغبي ‏ بريطاني، ولد في 7 ديسمبر 1982 في بليموث في المملكة المتحدة.